# Bad Rehburg
Bad Rehburg est une ancienne station thermale au sud du district de Nienburg/Weser, dans les monts de Rehburg. C’est aujourd’hui un quartier de la ville de Rehburg-Loccum en Basse-Saxe. Le lieu est à une altitude moyenne de 85 m et a une population de 800 habitants environ.

## Accès et situation
Bad Rehburg se situe sur la route nationale 441B, à environ 25 km de l’autoroute fédérale A2 (sortie Wunstorf-Luthe).
La localité se trouve à environ 5 km de sud-ouest du lac de Steinhude et à 12 km environ à l'est de la Weser, au pied des monts de Rehburg. La localité est presque complètement entourée par la forêt avec quelques champs cultivés au nord-est.

## Historique

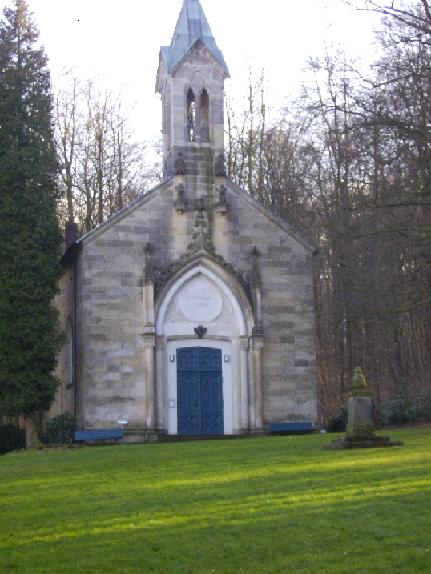
Chapelle commémorative pour Frédérique de Mecklembourg-Strelitz

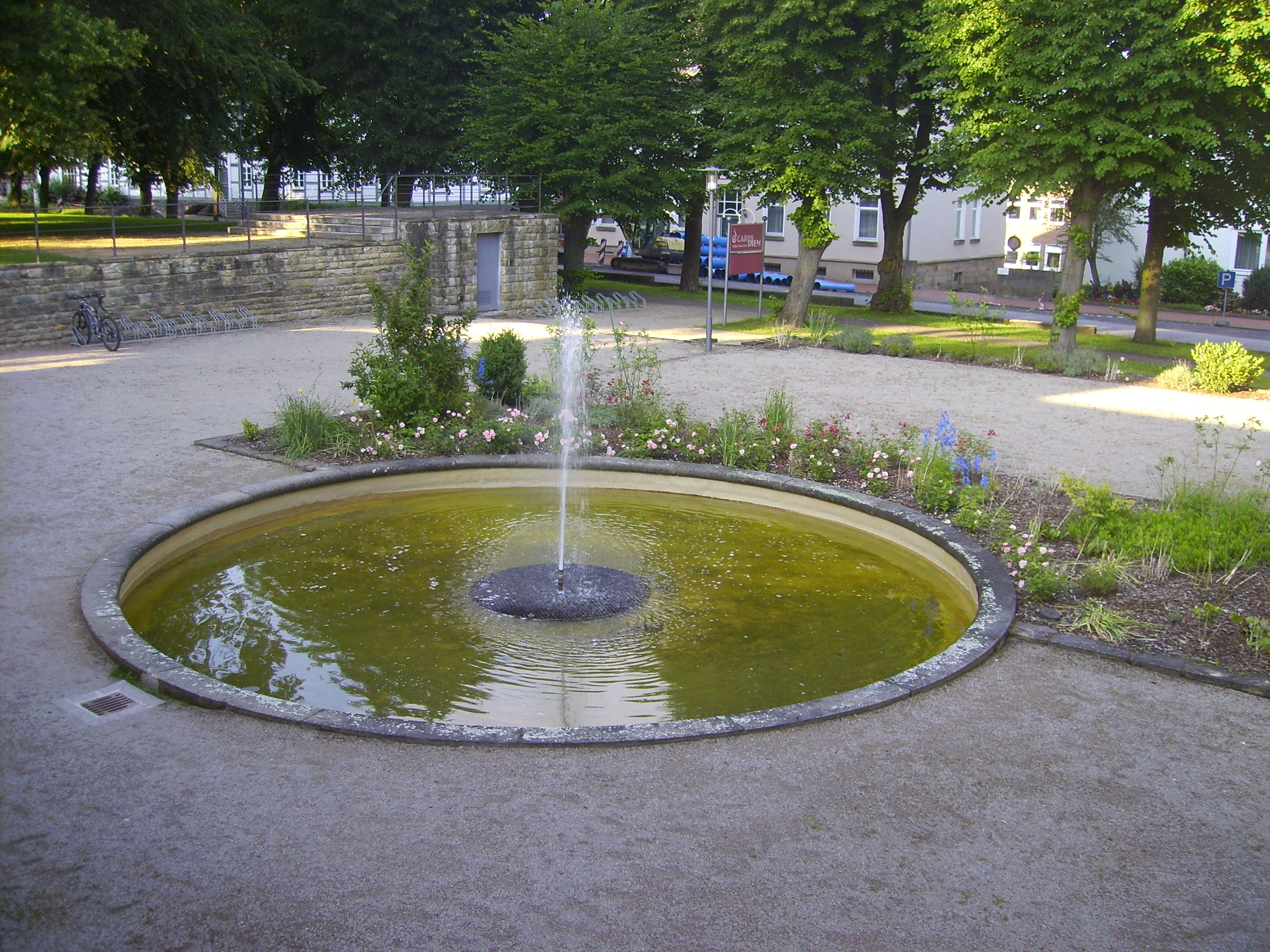
La fontaine vue du promenoir

La petite agglomération des montagnes de Rehburg est mentionnée pour la première fois en 1690 pour l’efficacité de ses sources thermales. Ainsi, l’établissement de bains fondé autour de la fontaine, jusqu’alors partie de la municipalité de Rehburg, prit son indépendance.
Au cours des années 1750-1850, la station thermale de Bad Rehburg, fut très fréquentée par l'aristocratie hanovrienne et fut surnommée la « Madère du Nord. » C’est au cours de cette période que furent édifiés la nouvelle Maison de Bains (1778-1786), l’ancienne « Maison des Sources » (1753), les hôtels pour les curistes, le pavillon d’habillement, la chapelle Frédéric (1841-1842) et le parc. Bien que les installations aient été utilisées comme maison de santé et comme orphelinat jusqu'au XXe siècle, elles furent peu à peu abandonnées et tombaient pratiquement en ruine dans les années 1970. À la fin du XXe siècle, l’endroit était à peine accessible tant il était dégradé. Au début du XXIe siècle, on décida de réhabiliter l’établissement et de le réveiller de son sommeil de « Belle au Bois Dormant ». La cérémonie inaugurale de l’établissement restauré eut lieu en janvier 2003. Bad Rehburg constitue l’unique ensemble architectural d’Allemagne d’une station thermale d’époque romantique.

## Centres d’intérêt
- L’ensemble architectural d’époque romantique ;
- Exposition "la vie de cure à l’époque romantique" dans la "Nouvelle maison de bains" ;
- La chapelle Frédéric ;
- La Tour Guillaume (de).